# Уве Даслер
Уве Даслер (нім. Uwe Dassler, 11 лютого 1967) — німецький плавець.
Олімпійський чемпіон 1988 року.
Призер Чемпіонату світу з водних видів спорту 1986 року.
Чемпіон Європи з водних видів спорту 1985, 1987 років, призер 1989, 1991 років.